# Jan Pieniądz
Jan Stanisław Pieniądz (ur. 5 grudnia 1941 w Bielowach, zm. 18 listopada 2018 w Rzeszowie) – polski polityk, nauczyciel, poseł na Sejm II kadencji.

## Życiorys
Syn Władysława i Józefy. Ukończył w 1966 studia na Wydziale Rolniczym Wyższej Szkoły Rolniczej w Krakowie. Pracował m.in. jako doradca rolniczy, a także w administracji państwowej. Od 1982 do 1991 był wicewojewodą tarnowskim, a później nauczycielem w Zespole Szkół Zawodowych w Brzostku.
Został działaczem Zjednoczonego Stronnictwa Ludowego, a potem Polskiego Stronnictwa Ludowego. Pełnił funkcję posła na Sejm II kadencji, wybranego w okręgu tarnowskim. W 1997 nie został ponownie wybrany. W 1998 uzyskał mandat radnego sejmiku podkarpackiego, ponownie wybierany był w 2002 i 2006; w 2010 nie uzyskał reelekcji. W wyborach w 2001 i w przedterminowych wyborach w 2007 ponownie bez powodzenia kandydował do Sejmu. Należał do PSL, zasiadał we władzach wojewódzkich tego ugrupowania.
W 1999 otrzymał Krzyż Oficerski Orderu Odrodzenia Polski.
Pochowany na cmentarzu komunalnym w Dębicy.